# Bernard Dwork
Bernard Morris Dwork (The Bronx, 27 maggio 1923 – Nuovo Brunswick, 9 maggio 1998) è stato un matematico statunitense, conosciuto per i suoi lavori in teoria dei numeri, in particolare per dei risultati riguardanti le congetture di Weil.
Ha ricevuto il Premio Cole per la teoria dei numeri nel 1962.